# Dua Lipa (album)
Dua Lipa è il primo album in studio della cantante britannica omonima, pubblicato il 2 giugno 2017 dalla Warner Bros.

## Antefatti e composizione
Nel 2015, Dua Lipa ha iniziato a lavorare al suo album di debutto per la Warner Music Group dopo aver pubblicato il suo primo singolo New Love, prodotto da Emile Haynie e Andrew Wyatt. Ha continuato per tutto il 2016 mentre si è recata negli Stati Uniti per promuovere la sua musica. La cantante descrive l'album come «dark pop».
Commentando la produzione dell'album, ha dichiarato: «Quando mi sono interessata alla mia musica, ascoltavo Nelly Furtado, P!nk e le Destiny's Child, ma crescendo mi sono appassionata all'hip hop, quindi ciò che principalmente ascolto è il rap, amo la realtà che c'è dietro, è per questo che cerco anche di legarlo alla musica».
Durante un'intervista con la Official Charts Company a febbraio 2017, Dua ha dichiarato: «Ho lavorato molto, ho scritto un po' di più, ho terminato l'album. Ho lavorato con persone fantastiche. Sono successe un po' di cose in cui ho dovuto fermarmi e darmi un pizzicotto»; ha anche confermato che per l'album stava lavorando con MNEK.

## Pubblicazione
La pubblicazione dell'album era originariamente prevista per il 30 settembre 2016, ma è stata in seguito posticipata al 10 febbraio 2017. L'11 gennaio 2017, la cantante ha annunciato tramite il proprio profilo Twitter che l'uscita dell'album sarebbe stata posticipata di nuovo fino al 2 giugno, in quanto voleva includere «nuove canzoni ed interessanti collaborazioni». La canzone Blow Your Mind (Mwah) è stata resa disponibile il 26 agosto 2016, insieme alla copertina dell'album e al pre-ordine dell'album.
Ad aprile 2017, è stata prodotta dall'artista Joe Webb una serie di collage animati per ogni traccia dell'album.

## Titolo e copertina
Parlando del titolo dell'album e della copertina, Dua Lipa ha dichiarato: «Sono così entusiasta di condividere la copertina del mio album con voi e grazie a tutti per essere stati così pazienti e di supporto. Il motivo per cui è omonimo è perché questo album sono io. È una rappresentazione pura di chi sono come persona e come artista». La copertina è stata descritta come «minima ma ardente», e mostra la cantante in una giacca squamosa che fissa con bramosia la telecamera con i capelli bagnati che coprono un lato del viso, con sfumature di viola e blu. La copertina della versione deluxe presenta la stessa immagine ma con sfumature di rosa e verde.

## Promozione

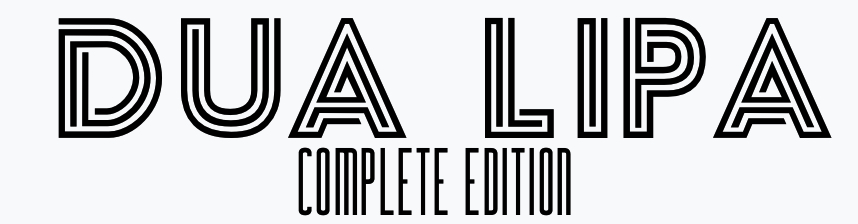
Logo di Dua Lipa: The Complete Edition

### Singoli
Be the One è stato pubblicato come primo singolo estratto dall'album il 30 ottobre 2015. Ha riscosso un notevole successo in diversi paesi, tra cui il Regno Unito, dove ha raggiunto la 9ª posizione della Official Singles Chart. Last Dance è stato pubblicato come secondo singolo il 9 febbraio 2016. Hotter than Hell è stato pubblicato come terzo singolo il 6 maggio 2016. La canzone ha raggiunto la 15ª posizione nel Regno Unito. Blow Your Mind (Mwah) è stato pubblicato come quarto singolo il 26 agosto 2016. Il quinto singolo dell'album, Lost in Your Light, in collaborazione con Miguel, è stato pubblicato il 21 aprile 2017. New Rules è stato pubblicato come sesto singolo il 7 luglio 2017, e ha raggiunto la vetta della classifica britannica, diventando il singolo di maggior successo dell'interprete nella Official Singles Chart. Il 16 novembre 2017 è stato confermato che IDGAF sarebbe stato il settimo singolo dell'album.
Il 7 settembre 2018 è stato diffuso Electricity, il singolo di lancio per la ristampa dell'album, Dua Lipa: The Complete Edition.

### Singoli promozionali
Precedendo il primo singolo Be the One, New Love è stato pubblicato come primo singolo promozionale dell'album il 21 agosto 2015 e a sostegno di questo, è stato girato un video musicale, diretto da Nicole Nodland. Il 28 ottobre 2016 è stato pubblicato il secondo singolo promozionale Room for 2 e il video musicale è stato pubblicato una settimana dopo sul canale YouTube di Hunger TV. Una versione in studio di Thinking 'Bout You, una precedente demo registrata da Dua, è stata pubblicata come terzo singolo promozionale il 6 gennaio 2017.
In concomitanza con la pubblicazione di Electricity il 7 settembre 2018 è uscito Want To, un brano inedito proveniente da Dua Lipa: The Complete Edition.

## Accoglienza
| Recensione           | Giudizio |
| -------------------- | -------- |
| AllMusic             |          |
| Clash                | 8/10     |
| DIY                  |          |
| The Guardian         |          |
| The Line of Best Fit | 7/10     |
| NME                  |          |
| musicOMH             |          |

Dua Lipa ha ricevuto recensioni perlopiù positive da parte della critica specializzata. Su Metacritic, sito che assegna un punteggio normalizzato su 100 in base a critiche selezionate, l'album ha ottenuto un punteggio medio di 72 basato su otto recensioni.
Alex Green di Clash lo ha lodato come «un album di debutto pieno di fiducia, fiducia non solo nella voce di Lipa, ma nella qualità emotiva dei suoi testi». Neil Z. Yeung di AllMusic ha elogiato l'album come «un'incantevole collezione di gemme pop orecchiabili in cui le canzoni servono solo a mettere in risalto le sue abilità vocali» e «un primo tentativo eccellente da una pop star emergente». Ben Hogwood di musicOMH ha descritto la voce «potente e distintiva» di Dua come «una delle più distintive che si sentono attualmente nella musica pop». Alim Kheraj di DIY ha osservato che «tra le dodici tracce dell'album ce ne sono molte piacevoli», criticando tuttavia il disco per la poca genuinità.

## Tracce
1. Genesis – 3:25 (Dua Lipa, Sarah Hudson, Ferras Alqaisi, Clarence Coffee Jr., Andreas Schuller)
2. Lost in Your Light (feat. Miguel) – 3:23 (Dua Lipa, Miguel Pimentel, Richard Nowels Jr.)
3. Hotter than Hell – 3:07 (Dua Lipa, Gerard O'Connell, Tommy Baxter, Adam Midgley)
4. Be the One – 3:22 (Lucy Taylor, Nicholas James Gale)
5. IDGAF – 3:38 (Dua Lipa, Skyler Stonestreet, Joseph Kirkland, Uzoechi Emenike, Jason Dean, Lawrence Principato)
6. Blow Your Mind (Mwah) – 2:58 (Dua Lipa, Jon Levine, Lauren Christy)
7. Garden – 3:47 (Dua Lipa, Sean Douglas, Greg Wells)
8. No Goodbyes – 3:36 (Dua Lipa, Lindy Robbins, Daniel Traynor, Ilsey Juber)
9. Thinking 'Bout You – 2:51 (Dua Lipa, Adam Argyle, Stephen "Koz" Kozmeniuk)
10. New Rules – 3:32 (Emily Warren, Caroline Ailin, Ian Kirkpatrick)
11. Begging – 3:14 (Dua Lipa, Cara Salimando, James Flannigan, Gabriel Simon)
12. Homesick – 3:50 (Dua Lipa, Chris Martin)

Tracce bonus nell'edizione speciale italiana
1. Bang Bang – 2:21 (Sonny Bono)

Tracce bonus nell'edizione deluxe
1. Dreams – 3:40 (Dua Lipa, Chelcee Grimes, Tom Neville)
2. Room for 2 – 3:28 (Dua Lipa, Autumn Rowe, Tom Neville)
3. New Love – 4:31 (Dua Lipa, Andrew Wyatt, Emile Haynie)
4. Bad Together – 3:58 (Dua Lipa, Tom Barnes, Peter Kelleher, Ben Kohn, Chelcee Grimes)
5. Last Dance – 3:48 (Dua Lipa, Stephen Kozmeniuk, Talay Riley)

Tracce bonus nell'edizione giapponese
1. Hotter than Hell (Miike Snow Remix) – 4:12 (Dua Lipa, Adam Midgley, Tommy Baxter, Gerard O'Connell)
2. For Julian – 3:36 (Dua Lipa, Eg White)

### Dua Lipa: The Complete Edition
CD2
1. Want To – 3:31 (Dua Lipa, Amish Patel, Andrew Jackson)
2. Running (Dua Lipa, Andrew Wyatt, Andrew Jackson)
3. Kiss and Make Up (con le Blackpink) – 3:08 (Dua Lipa, Marc Vincent, Yannick Rastogi, Chelcee Maria Grimes, Zacharie Raymond, Mathieu Jomphe-Lepine)
4. One Kiss (con Calvin Harris) – 3:34 (Dua Lipa, Adam Wiles, Jessica Reyez)
5. Electricity (con i Silk City) – 3:58 (Thomas Pentz, Mark Ronson, Clement Picard, Maxime Picard, Diana Gordon, Romy Madley Croft, Philip Meckseper, Jacob Olofsson, Rami Dawod)
6. Scared to Be Lonely (con Martin Garrix) – 3:40 (Martijn Garritsen, Giorgio Tuinfort, Nathaniel Campany, Kyle Shearer, Georgia Overton)
7. No Lie (con Sean Paul) – 3:41 (Sean Paul Henriques, Andrew Jackson, Emily Warren, Jamie Sanderson, Philip Kembo)
8. New Rules (Live) – 4:35 (Emily Warren, Caroline Ailin, Ian Kirkpatrick)

## Successo commerciale
Negli Stati Uniti d'America, Dua Lipa dopo un iniziale debutto al numero 86 della Billboard 200, ha raggiunto la 27ª posizione grazie a 15 000 unità nella pubblicazione del 17 febbraio 2018. Ad aprile 2020 ha accumulato 92 000 vendite pure in territorio statunitense.
Nel Regno Unito, invece, ha esordito alla 4ª posizione grazie a 16 223 unità vendute nella sua prima settimana d'uscita. La settimana successiva è sceso al 10º posto, aggiungendo altre 6 493 unità al suo totale. In seguito all'esibizione dal vivo dell'interprete nell'ambito degli annuali BRIT Award, l'album ha raggiunto un nuovo picco di 3 nella Official Albums Chart con 9 518 copie totalizzate nel corso della settimana. Dopo la pubblicazione di Dua Lipa: The Complete Edition il 19 ottobre 2018, l'album è salito dalla 56ª posizione alla 9ª con 7 651 unità distribuite.

## Classifiche

### Classifiche settimanali
| Classifica (2017-20) | Posizione massima |
| -------------------- | ----------------- |
| Australia            | 8                 |
| Austria              | 36                |
| Belgio (Fiandre)     | 6                 |
| Belgio (Vallonia)    | 19                |
| Canada               | 14                |
| Corea del Sud        | 93                |
| Croazia              | 4                 |
| Danimarca            | 5                 |
| Estonia              | 6                 |
| Finlandia            | 11                |
| Francia              | 59                |
| Germania             | 22                |
| Giappone             | 139               |
| Grecia               | 6                 |
| Irlanda              | 3                 |
| Italia               | 29                |
| Lituania             | 25                |
| Lettonia             | 19                |
| Messico              | 20                |
| Norvegia             | 8                 |
| Nuova Zelanda        | 7                 |
| Paesi Bassi          | 6                 |
| Polonia              | 8                 |
| Portogallo           | 15                |
| Regno Unito          | 3                 |
| Repubblica Ceca      | 5                 |
| Slovacchia           | 4                 |
| Spagna               | 11                |
| Stati Uniti          | 27                |
| Svezia               | 8                 |
| Svizzera             | 11                |
| Ungheria             | 12                |

### Classifiche di fine anno
| Classifica (2017) | Posizione |
| ----------------- | --------- |
| Belgio (Fiandre)  | 65        |
| Danimarca         | 63        |
| Norvegia          | 93        |
| Paesi Bassi       | 68        |
| Regno Unito       | 42        |
| Classifica (2018) | Posizione |
| Australia         | 46        |
| Belgio (Fiandre)  | 8         |
| Belgio (Vallonia) | 139       |
| Canada            | 24        |
| Danimarca         | 15        |
| Estonia           | 15        |
| Francia           | 140       |
| Irlanda           | 9         |
| Islanda           | 60        |
| Italia            | 75        |
| Messico           | 43        |
| Nuova Zelanda     | 33        |
| Paesi Bassi       | 12        |
| Regno Unito       | 9         |
| Slovacchia        | 10        |
| Stati Uniti       | 53        |
| Svezia            | 26        |
| Classifica (2019) | Posizione |
| Australia         | 22        |
| Belgio (Fiandre)  | 49        |
| Irlanda           | 16        |
| Nuova Zelanda     | 44        |
| Paesi Bassi       | 45        |
| Regno Unito       | 19        |
| Classifica (2020) | Posizione |
| Australia         | 32        |
| Belgio (Fiandre)  | 80        |
| Irlanda           | 22        |
| Regno Unito       | 25        |
| Classifica (2021) | Posizione |
| Australia         | 39        |
| Belgio (Fiandre)  | 147       |
| Irlanda           | 31        |
| Regno Unito       | 37        |
| Classifica (2022) | Posizione |
| Australia         | 41        |
| Belgio (Fiandre)  | 166       |
| Regno Unito       | 47        |

### Classifiche di fine decennio
| Classifica (2010-19) | Posizione |
| -------------------- | --------- |
| Paesi Bassi          | 44        |